# Melonycteris woodfordi aurantius
Melonycteris woodfordi aurantius är en underart till flyghunden Melonycteris woodfordi som beskrevs av Phillips 1966. Melonycteris woodfordi aurantius listades tidigare som god art.
Underarten förekommer på sydöstra Salomonöarna.